# Allen Collins
Allen Collins   (Jacksonville, 19 de juliol de 1952 - Jacksonville, 23 de gener de 1990) fou un dels membres fundadors de la banda estatunidenca de southern rock Lynyrd Skynyrd. Des de l'inici fou un dels guitarres principals i també compositor de moltes cançons junt amb Ronnie Van Zant. També fou fundador de les bandes The Rossington-Collins Band, junt al també músic de Lynyrd Skynyrd Gary Rossington, i The Allen Collins Band.

## Biografia
Collins es va unir al grup "The Noble Five" que havien creat els seus amics Ronnie Van Zant, Gary Rossington, Bob Burns i Larry Junstrom tot just dues setmanes abans, a l'estiu de 1964 a Jacksonville. Aviat es va unir Van Zant, cantant del grup, per compondre les primeres cançons del grup. Ja amb el nom definitiu de Lynyrd Skynyrd van compondre conjuntament la majoria dels seus èxits "Free Bird", "Gimme Three Steps" i "That Smell". A principis de setembre de 1976, Rossington i Collins van patir un accident automobilístic per separat el mateix dia a la seva ciutat natal Jacksonville. Pocs dies després, el grup havia de començar una gira que van haver de posposar fins que es recuperessin ambdós guitarristes. A causa d'aquest incident, la resta de membres del grup els van multar amb 5000 $. Van Zant i Collins van compondre la cançó "That Smell" basant-se en el sinistre i l'estat de Rossington sota la influència de les drogues i l'alcohol.
Fou un dels sis membres de la banda que va sobreviure a l'accident aeri produït el 20 d'octubre de 1977 a Gillsburg, Mississipi, en el qual van perdre la vida Ronnie Van Zant, Steve Gaines, Cassie Gaines. Tanmateix, va patir diverses ferides, fracturant-se dues vèrtebres del coll i danys greus al braç dret. Els metges li van recomanar l'amputació del braç però el seu pare ho va refusar i finalment se'n va recuperar.
A principis dels 80 va retornar als escenaris amb la banda The Rossington-Collins Band junt a Gary Rossington. Després de dos àlbums (Anytime, Anyplace, Anywhere i This Is the Way) i èxit modest, la banda es va dissoldre quan la seva dona Kathy va morir sobtadament. Poc després, Collins va tornar a refer la seva carrera musical amb el seu propi grup, Allen Collins Band, i va publicar un nou àlbum (Here, There & Back). Va intentar renovar la banda en diverses ocasions però no va tornar a publicar cap més treball. El 1986 va patir un accident automobilístic sota els efectes de l'alcohol, en el qual va morir la seva xicota i ell va quedar paralitzat de cintura avall i amb poca mobilitat als braços i mans. Després de l'accident no va tocar mai més la guitarra en un concert.
Amb la reunió de Lynyrd Skynyrd el 1987 per realitzar una gira, Collins va aparèixer en tots els concerts per indicar el motiu pel qual no podia tocar en directe i també explicar el perill de l'alcohol i les drogues. Amb motiu del seu accident, part dels ingressos foren dirigits a l'associació Miami Project, dedicada al tractament de paràlisi.
Collins va morir el 23 de gener de 1990 a causa d'una pneumònia crònica i fou enterrat al costat de la seva dona a Jacksonville.

## Instruments
Durant la seva trajectòria a Lynyrd Skynyrd, Collins va utilitzar majoritàriament una Gibson Firebird. En algunes cançons d'aquesta etapa va utilitzar una Sunburst Fender Stratocaster. L'any 1976 va canviar a una Gibson Explorer que va mantenir durant els anys posteriors fins a la seva banda Allen Collins Band, i a principis de 1977 va utilitzar ocasionalment també una Gibson Les Paul Jr.. L'any 2003, l'empresa Gibson Guitars el va homenatjar amb una sèrie d'edició limitada del model Explorer.